# 河合美果
河合 美果（かわい みか、1971年8月8日 - ）は、元ヌードモデル。山梨県出身。本名は非公開。

## 人物・来歴
1990年、18歳でヌードデビュー。多くの写真集やイメージビデオを出した。現在でも根強い人気があり、DVDで復刻されている。
AVへの出演はあるが、本人はカラミを行っていないので、AV女優とは異なる。
趣味:音楽鑑賞

## イメージビデオ
1990年
- 宇宙企画のスーパーランジェリー 9 河合美果・浅井理恵・木田彩水 他（9月10日、宇宙企画）UKV66-09

1991年
- 風が伝えてくれた（1月10日、英知出版）BEV87-14 #03
- マリンスノーの誘惑（4月20日、大陸書房）PV-1583
- Dカップ淫らな下着（5月5日、笠倉出版社）AJV32-26
- Waku2 少女（5月10日、英知出版）BEV84-03 #19
- いけない聖少女（6月21日、大陸書房）PV-1590
- ビデオマガジン Beppin 27 荒井乃梨子・小森愛・金野かなえ・河合美果（7月20日、英知出版）BEV88-27
- 真夏の美果（8月20日、英知出版）BEV84-05 #35
- 8mm スコラ ビデオマガジン15号 古谷芳香・香取みゆき・山崎真由美・仁科いずみ・河合美果 他（8月、スコラ社）SV-115 SRWW-8981
- 河合美果 Special いけないエッチしました。（9月5日、笠倉出版社）AJV32-57
- あぶない制服 VS ランジェリーSPECIAL 25 小沢奈美・森村あすか・五島めぐ・木田彩水・河合美果 他（10月5日、笠倉出版社）
- 花嫁のいけない下着（Five Star）

1992年
- 乳房時代 25 藤本聖名子・葉山レイコ・河合美果 他 全25名（1月15日、笠倉出版社）CAV32-88
- 新ブルマー倶楽部 SPECIAL 野村理沙・楠本みいな・五十嵐こずえ・河合美果 他 全10名（9月25日、笠倉出版社）

1993年
- ビデオマガジン ベッピン第35号 朝岡実嶺・浦西真理子・河合美果・小松美幸 他（3月20日、英知出版）BEV88-35
- 河合美果スペシャルセレクション（3月26日、英知出版）BEV84-13
- その少女～MEMORIES Beppin特別増刊（4月25日、英知出版）BEV84-13 #58 ＊「風が伝えてくれた」「WAKU2 少女」「真夏の美果」を編集したオムニバス作品

1994年
- 愛の贈りもの Hi-Fi写真館から巣立っていった22人の美少女達のデビューコレクション 秋山エミ・小野由美・小森愛・沢田奈緒美・河合美果 他（1月10日、英知出版）BEV69-13

2000年以降
- お宝ガールズ～煌めくボディー伝説（2000年12月22日、笠倉出版社）AJV80-93
- ロマン・サクセス 河合美果コレクション（2001年8月10日、笠倉出版社）AJV81-57

その他再編集版多数

## アダルトビデオ
1991年
- 巨乳学園 河合美果・森下亜弥・栗原夕夏（5月25日、二見書房）MV-050
- マドンナメイト・スペシャル 特撮版 2 吉川りりあ・小沢奈美・早紀麻未・河合美果 他 全14名（5月25日、二見書房）
- 花嫁の「あぶない下半身」 小沢奈美・森山愛里・河合美果（6月5日、笠倉出版社）
- 乙女学園 4 桃組にご用心 小林里穂・河合美果（7月5日、笠倉出版社）AJV32-43
- AV TOPギャルズベスト10 2 あぶない贈り物 朝比奈めぐみ・穂高奈奈・北原ななせ・河合美果 他（7月5日、笠倉出版社）AJV32-45
- ナース快楽館 4 朝比奈めぐみ　河合美果　北原ななせ　一の樹愛　吉川りりあ　全5名（8月10日、ファイブスター）
- 熱血ナース天国 河合美果・樹まり子・森村あすか・五島めぐ 他（11月15日、笠倉出版社）
- 背徳のイヴたち 2 	須磨れい子・河合美果・吉川りりあ 他（12月12日、Five Star）FV-8890
- AV TOPギャルズベスト10 3 あぶない贈り物 桜樹ルイ・藤本聖名子・あいだもも・河合美果 他（12月15日、笠倉出版社）
- 20コのチチまるこちゃん 2 木田彩水・河合美果・藤本聖名子・君島愛・美穂由紀・中原絵美 他 全10名（ファイブスター）

1992年
- 乳房時代 25 藤本聖名子・葉山レイコ・河合美果 他 全25名（1月15日、笠倉出版社）CAV32-88
- MY BLUE HEAVEN 森下志歩・原田ひかり・野村理沙・河合美果 他（2月28日、KUKI）RT14 監督:寺田農 ＊映画「MY BLUE HEAVEN」のビデオ版

一応アダルトビデオではあるが、男優とのカラミは無い。
- ナース天国SPECIAL 野村理沙・楠本みいな・中原絵美・小沢奈美・浅井理恵・河合美果 他 全20名（7月1日、笠倉出版社）AJV33-31
- バスト・オブ・ザ・イヤー 小松美幸VS河合美果（7月9日、笠倉出版社）CAV33-27

1993年
- AV巨乳10年史 1 卑弥呼・松坂季実子・小鳩美愛・冴島奈緒・河合美果 他 全25名（8月16日、笠倉出版社）

1994年
- 120人の美女 AV秘蔵コレション 4 朝岡実嶺・桜樹ルイ・沢口梨々子・葉山レイコ・河合美果 他 全30名（11月1日、笠倉出版社）
- AV巨乳年鑑 1 卑弥呼・中原絵美・五十嵐こずえ・小鳩美愛・冴島奈緒・河合美果 他 全33名（11月4日、笠倉出版社）

1995年
- ナース伝説10年史 2（4月3日、笠倉出版社）全35名
- 平成巨乳伝説 2 卑弥呼・河合美果・橘ますみ・木田彩水・庄司みゆき 他 全30名（10月19日、笠倉出版社 AJV76-14）

1997年
- AV巨乳15年史ワイド90分 PART2 あいだもも・イヴ・樹マリ子・岡崎美女・平岡みらい・河合美果 他 全25名（10月27日、笠倉出版社）AJV77-92
- 早熟ブルマー15年史 美里真理・河合美果・三枝美憂・憂木瞳・川奈由依 他 全30名（12月4日、笠倉出版社）AJV78-03
- NEO女子校生大制服ワイド90分（笠倉出版社）AJV-7742 全15名

2001年以降
- ナースオナニー白書 SPECIAL 河合美果・朝倉まりあ・琴野まゆ・飯島愛 他（2001年3月1日、笠倉出版社）
- ウルトラ大巨乳 50コの乳首 Vol.2 梶原まゆ・美樹原礼香・大舞じゅりあ・庄司みゆき・河合美果 他（2002年10月3日、笠倉出版社）

## DVD
- ロマン・サクセス 河合美果コレクション（2001年10月26日、エイ・ヴィ・ジャパン）AOV45-37 3800円（税別）90分 ＊イメージDVD
- オナニー白書 Deluxe Part2 メイファ・河合美果・琴野まゆ・後藤えり子・荒井まどか 他（2003年5月23日、エイ・ヴィ・ジャパン）DAJ-012
- The Best of No.1 河合美果 Deluxe（2005年6月10日、FIVE STAR）DAJ-062 2100円 120分
- The Best of No.1 Special Selection 3 後藤えり子・小沢奈美・河合美果・小室友里・美穂由紀（2006年1月20日、Five Star）DAJ-070 180分

## 映画
- MY BLUE HEAVEN（「マイ・ブルー・ヘヴン　わたし調教されました」）（1992年2月28日公開、エクセス）監督；寺田農[3]

成人映画ではあるが、男優とのカラミは無い。

## 書籍

### 写真集
- ビデオアイドルコレクション 30通のラブレター '91年を彩ったトップアイドル30人 渡辺由架 小森愛 ほか (1991年1月1日、英知出版、撮影:木村智哉）全30名
- 風がおしえてくれる。（1991年1月30日、英知出版、撮影：西田幸樹）
- NEW GIRL FRIEND '91 写真集 Beppin特別編集 美少女59人、ひとりじめ! 小森愛 河合美果 かとうれいこ 立野しのぶ あいだもも 木田彩水 牧本千幸 水木マリ 星野ひかる 朝岡実嶺 ほか (1991年3月25日、英知出版）全59名
- 微少女倶楽部17 Cheer up!（1991年4月20日、大陸書房、撮影：山岸伸）
- 夢回帰線（1991年5月20日、英知出版、撮影：前場輝夫）ISBN 978-4754213176
- 不思議な果実（1991年6月18日、ピラミッド社、撮影：山岸伸）
- Fruit Pie（1991年6月30日、大洋図書、撮影：高橋生建）ISBN 978-4886721037
- Partita（1991年7月25日、TIS、撮影：野村誠一）ISBN 978-4847022036
- 下着あそび Dカップの誘惑（1991年7月25日、マドンナ社、撮影：米本光穂）
- 25人の置き手紙 小林ひとみ・立野しのぶ・上原マキ・秋山エミ・河合美果 他（1991年12月20日、スコラ、撮影：平地勲）
- BELLE写真館 フォトの夜明けを飾った美少女たちがこの一冊に満載！ あいだもも・桜樹ルイ・小森愛・河合美果 他（1992年1月1日、英知出版、撮影：西田幸樹）ISBN 9784754213220
- 小沢忠恭写真集 Feel vol.1 風写真帳WORLD 河合美果・高見沢杏奈・あいだもも・仁科ひとみ ほか 全13名（1992年5月15日、英知出版、撮影:小沢忠恭）ISBN 9784754213244
- 恋写ヌード あいだもも・小松美幸・秋本詩織・朝岡実嶺・後藤えり子・河合美果 他 全9名（1992年7月10日、テイ・アイ・エス、撮影:野村誠一）ISBN 4-8470-2261-0
- 斉木弘吉写真集 NOON＆MOON 河合美果・工藤ひとみ・高見沢杏奈・五島めぐ 他 全25名（1992年10月20日、ぶんか社 撮影:斉木弘吉）

### 雑誌
- 週刊プレイボーイ 1990年12月25日号、1991年4月9日号、7月30日号（集英社）
- SUPER Beppin 1990年12月号（英知出版）
- URECCO 1991年3月号（ミリオン出版）
- Beppin 1991年4月号、5月号（英知出版）
- アップル通信 1991年6月号（表紙）（三和出版）
- デラべっぴん 1991年6月号、1991年9月号、1991年12月号 （英知出版／メディアックス）
- 微熱少女 1991年8月号（サン出版）
- Beppin-School 1991年8月号（英知出版）
- スコラ 1991年8月22日号（スコラ）
- GOKUH 1991年9月号、1991年12月号（英知出版）
- ビデオボーイ 1992年4月号（英知出版）
- ピカイチ 1992年4月号（サン出版）